# أعفر
الأَعْفَر (الجمع: العُفْر) أو الغزال العربي أو الظبي العربي حتى وقت قريب كان يعرف على أنه إحدى أنواع الغزلان المراوغة التي قطنت نجد وجزر فرسان قبل أن يؤدي الصيد المكثّف إلى انقراضها. كان يُعرف هذا النوع عن طريق غزال واحد عُثر على بقاياه (جمجمته وجلده) عام 1825 على الأغلب في جزر فرسان التابعة للسعودية في البحر الأحمر، وثار الشك لدى بعض العلماء حول هذا النوع إذ أن البقايا لا تتطابق مع أي من الأنواع المعروفة وسمي بالغزال العربي وبقي لغزاً حير العلماء، إلا أن هذا الأمر اختلف في عام 2013 حيث أظهرت دراسة جينية أن الجمجمة والجلد من العينة المحفوظة لا ينتميان لفرد واحد، بل ينتميان لسلالتين متمايزتين من الغزال الجبلي. حيث يعود الجلد للسلالة العربية (G. g. cora) والجمجمة تعود للسلالة الفلسطينية (G. g. gazella) مما يعني أن «الغزال العربي» بالأساس اعتمد على وهم علمي ولم يتواجد أبداً كنوع مستقل. إلا أن دراسة لاحقة قامت بإضفاء الطابع الرسمي على استخدام اسم الغزال العربي (الاسم العملي: Gazella arabica) على السلالة العربية من الغزال الجبلي.
ويجدر بالإشارة إلى أن الغزلان التي تقطن جزر فرسان اليوم هي سلالة من غزال الجبل تسمى بسلالة فرسان أو غزال فرسان (Gazella gazella farasani).

اعتبر الغزال العربي منقرضا في القائمة الحمراء للأنواع المهددة التابعة للإتحاد العالمي للحفاظ على الطبيعة لعام 1996 من قبل المجموعة المختصة بالظباء حتى عام 2008، حيث صُنف بعدها على أنه نوع ناقص البيانات بسبب الغموض الذي اكتنف هذه الأصنوفة واليوم تم تغيير التصنيف بعد أن تم إسناد اسم «الغزال العربي» إلى جميع الأنواع الجنوبية من الغزال الجبلي من صحراء النقب حتى شبه الجزيرة العربية، بما يشمل غزلان السلالة السنطيّة والسلالة المسقطيّة والسلالة العربيّة وسلالة فرسان.

## وصلات خارجية
- الغزال العربي من الموقع الإلكتروني للانقراض.